# 纸片马力欧RPG
《紙片瑪利歐RPG》（又译作，英文簡寫：Paper Mario TTYD）是紙片瑪利歐系列的第二作，任天堂在2004年推出的電子角色扮演遊戲，同時也是紙片瑪利歐系列最後一款傳統角色扮演遊戲。由Intelligent Systems製作，對應任天堂GameCube平台。玩家需操控紙片瑪利歐，收集七顆星之石，以打開千年之門；同時從邪惡組織的手上拯救碧姬公主。本遊戲於2004年7月22日率先在日本地區發行，之後於10月11日在北美地區發行，於11月12日和18日先後在歐洲和澳洲地區發行。
本遊戲收到多數正面的評價，GameRankings給與88%的分數，Metacritic則給與87%。

## 重製版
在2023年9月的任天堂直面会上，任天堂宣布推出该游戏的任天堂Switch重制版，并支援中文。在2024年瑪利歐日（3月10日）公開發售日期為2024年5月23日。
任天堂Switch的重製版並非還原原有畫風，而是以《紙片瑪利歐：摺紙國王》的風格為準。
截止至2025年5月8日。GameCube 版銷量為191萬，任天堂Switch版為210萬，超越原版的銷量。

## 外部連結
- 官方網站 （页面存档备份，存于）（日語）
- 重制版官方网站：日文、英文（美国）、繁体中文（台湾）、繁体中文（香港）